# Наводнения в Москве

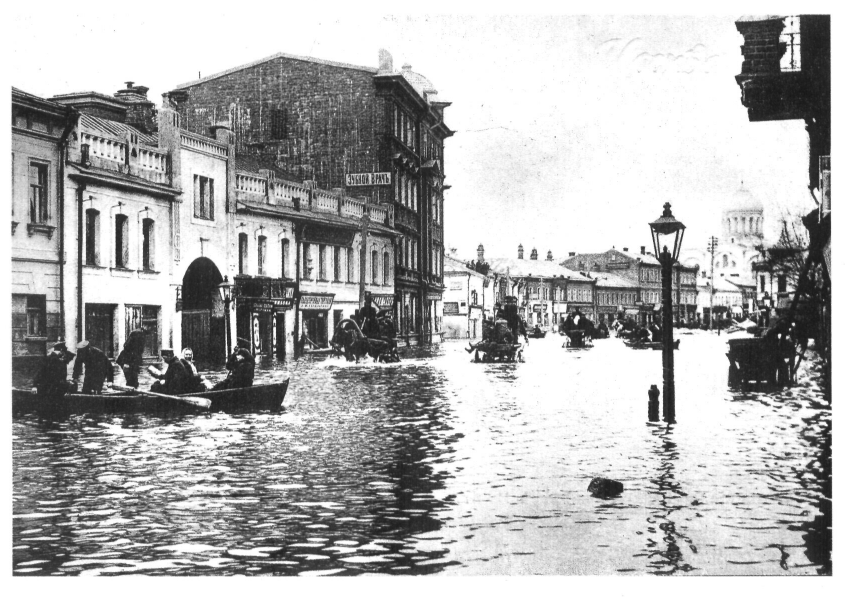
Наводнение 1908 года на Москве-реке, Большая Дорогомиловская улица

Наводне́ния в Москве́ — неоднократные затопления в столице, которые происходили в результате разлива Москвы-реки и других рек, как правило, весной, или летом — из-за проливных дождей. Всего зафиксировано 25 крупных наводнений, большинство из них случилось в весеннюю пору.

## История

### Наводнения Москва-реки

#### XIV—XVI века
Отрывочные сведения о наводнениях, половодьях и паводках на водотоках бассейна Москвы-реки встречаются в летописях с XIV века. Так, в 1347 году на московской земле произошло сильное наводнение: «тое весны поводь велика вельми была, якоже и не бывала ина такова». Летом 1394-го в Москве «бысть умножение дождем, много в реках воды бышя, больши вешних, и много жита и обилия истопошя».
Начиная с XV века сведения о ледовых явлениях и наводнениях встречаются и в записках иностранцев, путешествовавших по России. Эти заметки относятся в основном к Москве-реке. Очередное наводнение случилось 25 марта 1478 года «того же дни прошла Москва река, а назавтрее почали бродити чрез неё на конех». В 1491-м после суровой зимы «на весне на Москве и вездке поводь зело велика бысть».
Одно из первых документально зафиксированных наводнений в Москве датировано 1496 годом. Согласно Софийской летописи, зима в том году была суровая и очень снежная — «[м]разы быща велицы и снеги», поэтому весной случилось небывалое наводнение: «а на весне на Москве и везде поводь зело велика бысть, и за много лет таковы поводи не помнят».
В XVI веке на Москве-реке зафиксировано восемь больших наводнений. Так, 29 августа 1510 года: «…поводь была велика, много портило мельниц и прудов». В июле 1518-го из-за проливных дождей: «того же лета бысть умножении дождям много и в реках воды быша болши вешних…», это же стало причиной наводнения в 1524 году. В 1534-м в результате ранней весны снег растаял раньше обычного, воды вышли из берегов, «да и дорогу порушило, без пута стала». В ноябре 1551 года из-за сильных дождей и высокого половодья лёд на Москве-реке прошёл как весной. В 1564-м в Москве «бысть дожди велицы, и разводие велико, и реки позамерзшие повзломало, а лёд прошел, и стояло разводие две недели, по рекам ездили до Рождества Христова». В 1565 году осенью дождями размыло реки, а Москва-река замерзла 17 декабря. В августе 1566-го река разлилась от проливных дождей, водой снесло многие дома и мосты.

#### XVII—XVIII века
В XVII веке было зафиксировано шесть наводнений, из них три весенних, которые привели к серьёзным разрушениям. Самое крупное произошло в 1607 году. В середине века царь Алексей Михайлович поручил вести ежедневные фиксации погоды и иных «примечательных» явлений. В этих «Дневальных записках Приказа Тайных дел» за 31 марта 1660 года встречаются такие сведения: «А в те сутки в Москве-реке прибыло аршин 5 вершков».
15 апреля 1655 года в канун Пасхи наступило резкое потепление, ускорившее таяние снега. Река вышла из берегов, затопив часть города. Архидиакон Павел Алеппский писал о наводнении на Москве-реке, которая «в весеннюю ночь значительно прибыла, так что сильным течением опрокинула наружную каменную стену Кремля, потопила и разрушила множество домов с немалым числом людей и вырвала с корнем большое количество деревьев». А во время наводнения 1687 года речная вода снесла четыре наплавных моста.
В XVIII веке отмечено шесть наводнений. В 1702 году за сутки растаял снег и сошёл лёд: «Апрель начался такой резкой теплотой, что лёд и снег быстро исчезли. Москва-река поднялась так высоко, как и не помнили старожилы…» Затопило множество улиц, весенний паводок накрыл Немецкую слободу — свидетели указывали, что вода доходила до торса лошадей. Пётр I повелел, чтобы в Москве по примеру Санкт-Петербурга делали отметки высоты случающихся наводнений. После этого в городе появилось несколько своеобразных «футштоков»: уровень самых больших паводков отмечали зарубками на башне Новодевичьего монастыря, отметки ставили на стене церкви Святителя Николая «что в Пупышах». Храм снесли в 1930-е годы, но уровень подъёма воды при московских наводнениях сохранился в документах. Очередное сильное половодье произошло в 1703 году. В 1743-м во время половодья был повреждён Большой Каменный мост, когда в 1765-м он пострадал снова, образовали специальную комиссию «О приведении вод в лучшее состояние», которая предполагала «Москву реку распространить каналами».
С 1778 года на берегах Москвы-реки начали фиксировать подъём уровня воды во время сильных наводнений. Специальные знаки представляли собой черту, рядом с которой был обозначен год, иногда месяц и день, когда наблюдался максимальный уровень воды. Самая старая из отметок на Никольской церкви относилась к 1788 году — вода в центре города поднялась на 7,53 м. Во время весеннего половодья 1783-го опоры Всехсвятского Каменного моста сильно пострадали. Граф Захар Григорьевич Чернышёв докладывал Екатерине II:
Обвалились три арки моста <…> и бывшие на них 11 лавок каменных с разными мебелями купца Епанишникова, суммой на 1100 рублей. Упал один стоявший в это время на мосту и убит, а развалинами задавлены бывший под мостом рыбак и две бабы, у берега для мытья платья находившиеся.
Для защиты Замоскворечья от наводнений в 1783—1786 годах вдоль центральной излучины Москвы-реки соорудили Водоотводный канал и Бабьегородскую плотину. В результате этого в центре города сформировался длинный и узкий остров Балчуг.
Мосты через Москву-реку не выдерживали наводнений и часто нуждались в ремонте. Большой Краснохолмский и Большой Москворецкий мосты изначально были устроены из связанных брёвен на воде, в результате чего первыми разрушались при паводках. В августе 1786 года проливные дожди шли на протяжении пяти дней. Князь Михаил Долгоруков писал, что в конце лета случилось наводнение, не уступающее весеннему, и от него «разорвало» несколько мостов, в том числе и Краснохолмский. Московский главнокомандующий Пётр Еропкин сообщал в Петербург, что «вода поднялась на три аршина и на Балчуге от неё упало…» много лавок, каменные дома, колокольня и мост, «разрушилась часть высокой плотины, не имевши в себе более глины, потому что оная была вся вымыта». Правый берег Москвы-реки сильно размыло. Он также отмечал, что глубины канала оказалось недостаточно и при строительстве его берега не укрепили от размывов. По приказу нового главнокомандующего графа Александра Брюса мосты отремонтировали и реконструировали. Для предотвращения наводнений в 1786 году Водоотводный канал углубили. После этого только очень большие наводнения заливали Всехсвятскую улицу и Царицын луг. Чтобы наводнения не прерывали движение между Большим и Малым Каменным мостами, по Всехсвятской улице в 1790-х годах проложили высокую земляную дамбу. Её верх замостили булыжником за счёт торговавших там купцов.

#### XIX—XX века

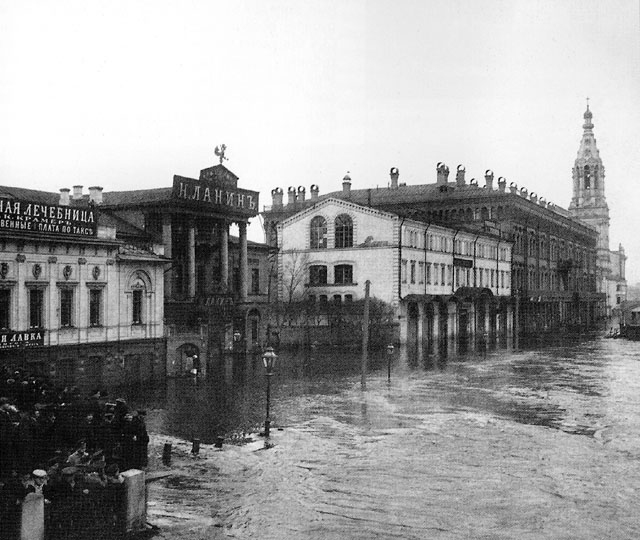
Наводнение 1908 года. Софийская набережная

В XIX веке произошло пять разрушительных наводнений. В 1803 и 1806 годах отмечено высокое половодье. При наводнениях 1806, 1828 и 1856 годов были сделаны отметки на башне Новодевичьего монастыря и на стенах некоторых зданий. Весной 1806-го паводок достиг уровня 7,72 м, в 1828 году — 7,87 м, в 1855 году — 8,81 м. Отметки воды были обнаружены в 1920-е годы у Краснохолмского моста, на западной угольной башне Новодевичьего монастыря, в Симонове и на каменной ограде церкви Николая в Пупышах.
В 1823 году при наводнении деревянный «Краснохолмский мост весь со всеми сваями без остатку снесло вниз по реке». Москва-река вышла из берегов 8 апреля 1879 года, а 9 апреля залила все низменные участки и прилегающие территории, в том числе нижний участок Александровского сада. На набережной затопило подвалы и нижние этажи зданий. Движение на многих улицах осуществлялось на лодках. Наблюдения половодья проводили у храма Христа Спасителя: при наивысшем уровне воды 8,38 м определили скорость течения 2,97 м/с и расход воды — 2828,3 м³/с. 10 апреля вода вернулась в русло. Убытки от наводнения исчислялись миллионами. Больше всего пострадали лесопромышленники: заготовленный к сплаву лес и дрова унесло в реку. В Дорогомиловской слободе несколько человек утонули в затопленных подвалах.
Самое крупное наводнение XX века произошло в апреле 1908 года. Максимальный расход воды составил 2860 м³/с, Москва-река поднялась на 8,9 м. Вода затопила около 16 км² территории столицы.
Накануне Светлого праздника Москву посетило огромное бедствие: разлив реки Москвы, наступивший в этом году чрезвычайно поздно, принял чудовищные размеры, превзошедшие все ожидания… Разливами рек Москвы, Яузы и Водоотводного канала более или менее затоплена значительная часть 12-ти полицейских участков города, но особо пострадали пять участков по правую сторону реки Москвы: второй Хамовнический (Дорогомилово), оба участка Пятницкой части и оба участка Якиманской. Наводнение этого года охватило в общем 1/5 часть города.Из доклада Московской городской управы
Почти 100 км улиц и переулков ушли под воду. Из полуторамиллионного населения города пострадало около 200 тысяч. Было разрушено и повреждено 25 000 построек. Удалось сохранить Третьяковскую галерею: вокруг неё заблаговременно соорудили защитную стенку из кирпича. Дома Дорогомилова и Замоскворечья, стены Кремля были затоплены в среднем на 3 аршина (2,3 м) от уровня мостовой. Москва-река по сравнению с её летним уровнем воды поднялась на 9 метров и слилась с Водоотводным каналом, устьем Яузы, это затопило набережные, луга, образовав огромное водное пространство. Жителей развозили лодочники, состоятельные граждане брали судна в прокат и катались по «московской Венеции». Вдоль южной линии кремлёвских фортификационных сооружений, от Водовзводной до Беклемишевской, можно было проплыть на лодке вплотную к крепостным стенам. Проезжая часть Кремлёвской набережной скрылась под трёхметровым слоем воды. На площади полузатопленного Павелецкого вокзала находилось озеро. Крымский мост стал островом: подъезды к нему были в воде по подоконники первых этажей.
Убытки от наводнения были дорогостоящими. Сахарный завод Геннера, находившийся в Дорогомилове, пострадал на 7 млн рублей. Владельцу предлагали вывезти из завода сахар и брали за это крупную сумму — 4000 рублей. Геннер отказался от услуг, в результате паводок унёс со складов 350 тысяч пудов сахара, а вода в Москве-реке на сутки стала сладкой. На крупнейшем в Москве Болотном рынке были уничтожены запасы овса, сахара, яблок, муки и круп. Продолжительное время мутная вода Москвы-реки была жёлтой из-за затопленного химического завода Ушакова, чьи запасы краски растворились и окрасили нижнюю часть домов по Берсеневской набережной.
Причины и последствия наводнения обсуждались 30 апреля 1908 года на собрании специальной комиссии, «состоящей при Императорской Академии Наук Постоянной Водомерной Комиссии». По результатам встречи был подготовлен и разослан «вопросный лист», в который вошли вопросы «о пределах, до которых достигало наводнение как по высоте, так и по горизонтальному распространению, причем указывались и способы обозначения этих пределов; затем о времени наступления половодья и достижения наивысшего уровня; была ли почва талая или мерзлая во время разлива, а также и во время выпадения снега в начале зимы; не вызвало ли наводнение изменения в русле и в берегах реки; сведения о больших наводнениях, бывших в прежние времена; наконец, Комиссия обращается с просьбою, если имеются фотографии с мест, постигнутых наводнением, выслать ей копии с них». Комиссия пришла к выводу, что разливы этого года были обусловлены наибольшей высотой снежного покрова за последние 18 лет.
Последствия ликвидировали несколько месяцев. Восстановительные работы обошлись почти в 20 миллионов рублей. Городские власти для ремонта города и возмещения ущерба организовали сбор пожертвований и за короткий срок получили около миллиона рублей. Московский губернатор Владимир Джунковский писал о помощи, оказанную Москве другими городами и губерниями, жители которых присылали москвичам деньги, продукты, одежду.
В 1926 году вода в реке поднялась на 7,3 м, а максимальный расход составил 2140 м³/с. С 20 по 22 апреля 1926 года, одновременно с максимальным напором паводковых вод, на столицу и окрестности обрушились мощные ливни. Москва-река поднялась почти на 8 м, затопив кварталы Замоскворечья и Хамовников. 23 апреля остановили движение транспорта по всем крупным мостам через реку из-за опасения, что их смоет бурными потоками.
Последнее крупное наводнение на Москве-реке в черте города произошло в 1931 году, когда воды поднялась до отметки 6,8 м. В середине XX века в Подмосковье были сооружены Истринское, Можайское, Рузское и Озернинское водохранилища, которые регулировали речные стоки. После этого крупные разливы на Москве-реке прекратились.

### Другие реки
Помимо Москвы-реки, наводнения случались и на других реках в черте города. Яуза неоднократно затапливала современные Электрозаводскую, Большую Семёновскую, Бакунинскую улицы, Преображенскую, Русаковскую, Рубцовскую, Семёновскую набережные. Кроме весенних паводков и дождей дополнительной причиной наводнений на Яузе были кирпичные мосты через неё в виде сводчатых труб недостаточного сечения. Весенние наводнения на Яузе происходили в 1951, 1952, 1955 и 1957 годах. Позднее взамен старых были сооружены высокие железобетонные мосты, берега реки укрепили железобетонными стенками.
Наводнения неоднократно происходили и на реке Неглинной после того как её заключили в подземный коллектор. Поскольку трубы изначально были рассчитаны на пропуск только 13,7 м³/с, при сильных ливнях воды реки часто поднимались на поверхность и затапливали Самотёчную и Трубную площади и Неглинную улицу. В 1949 году зафиксировано подтопление Неглинной улицы на 1,2 м. В 1960 году воды реки вновь затопили улицу в результате сильного ливня. 25 июня 1965 года после сильного ливня был затоплен перекрёсток Неглинной улицы и Рахмановского переулка (площадь затопления составила 25 га). Менее крупные подтопления случались в 1966, 1973 и 1974 годах. Позднее русло реки было заключено в новый коллектор, рассчитанный на 66,5 м³/с, что исключает наводнения.

## Памятники
Отметки об уровне воды во время наводнения 1908 года сохранилась на доме №4, стр. 1 по Якиманской набережной (две, по другим данным, три таблички), а также на здании ГЭС №1 по адресу: Раушская набережная, дом №10, стр. 2.

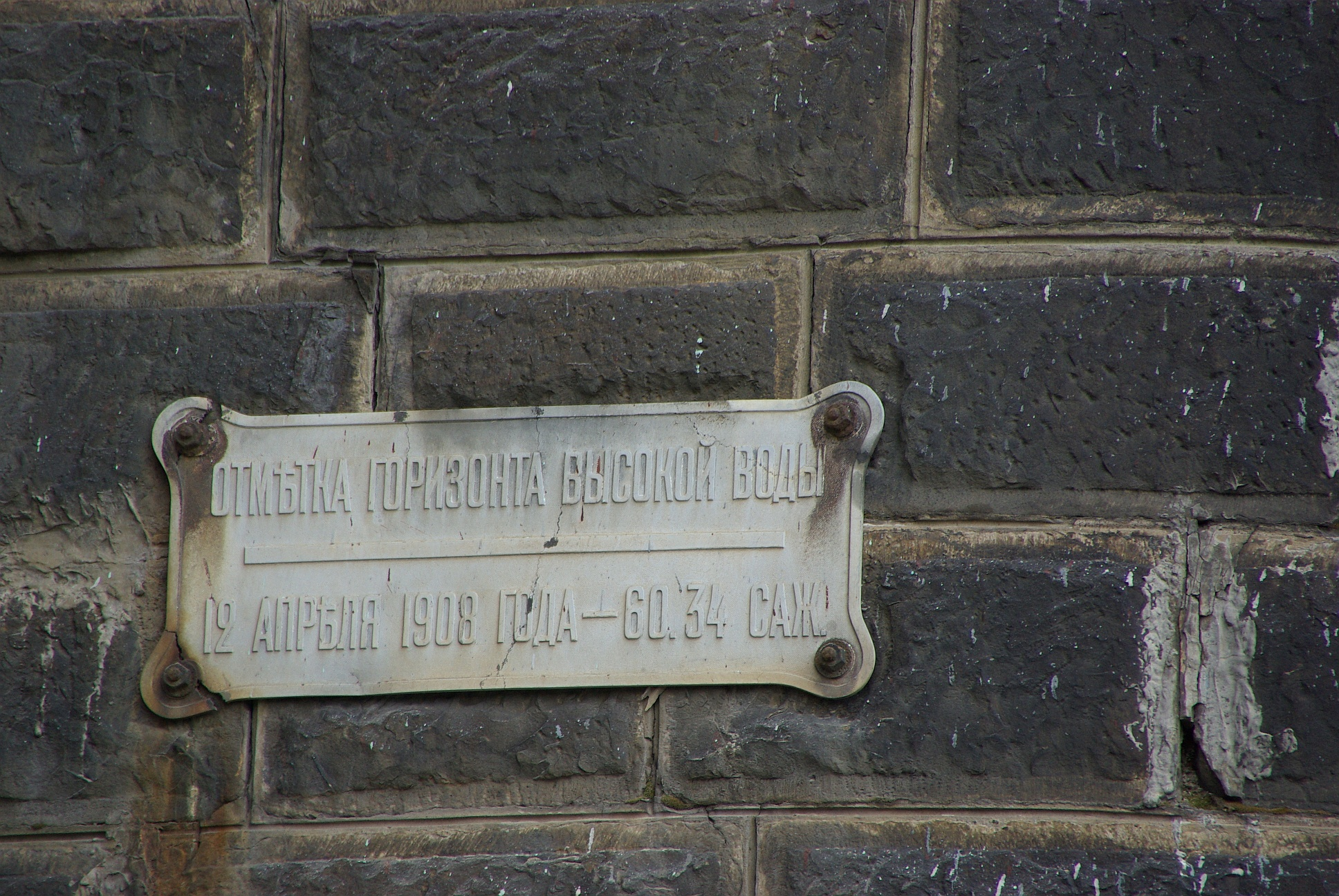
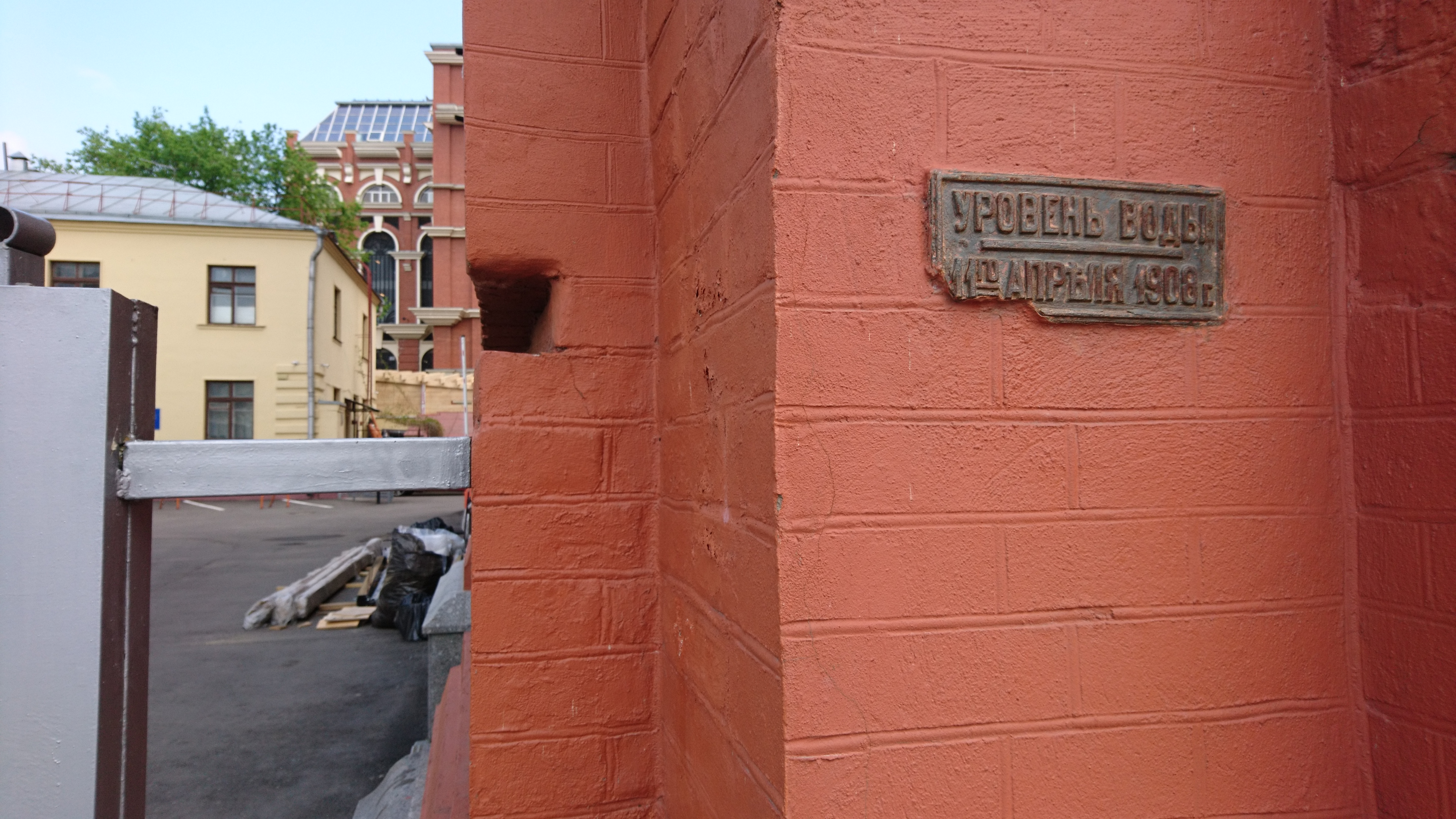
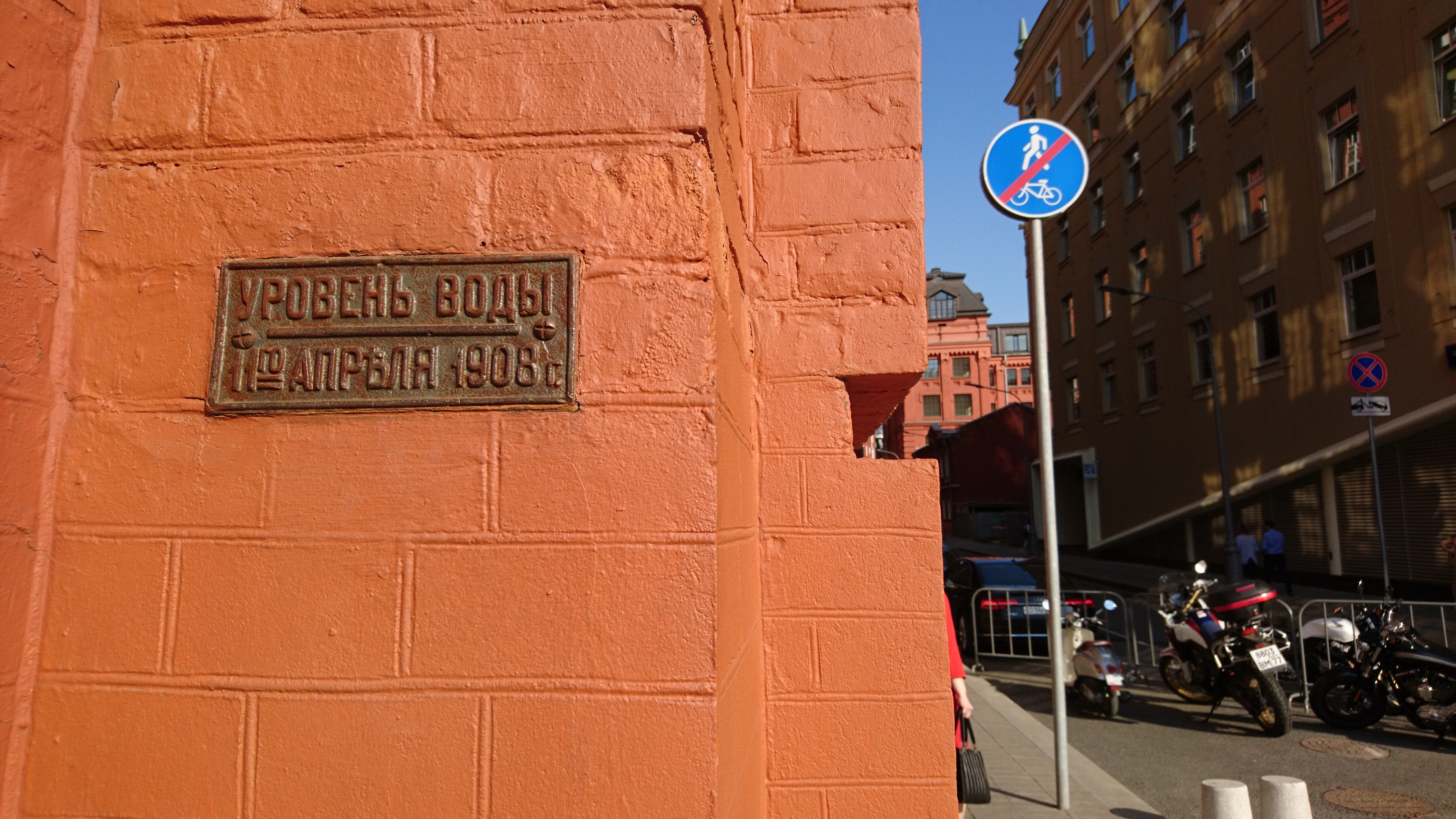